# Sigmodontomys alfari
Sigmodontomys alfari är en däggdjursart som beskrevs av J. A. Allen 1897. Sigmodontomys alfari ingår i släktet Sigmodontomys och familjen hamsterartade gnagare. IUCN kategoriserar arten globalt som livskraftig. Inga underarter finns listade i Catalogue of Life.
Arten förekommer i Central- och Sydamerika från södra Honduras till norra Colombia, Ecuador och nordvästra Venezuela. Habitatet utgörs av skogar i låglandet, av fuktiga öppna landskap och av odlade områden. Individerna vistas ofta nära vattenansamlingar och har bra simförmåga. De är troligen aktiva på natten och äter frön samt andra växtdelar.